# Bãi cạn Scarborough
Bãi cạn Scarborough (tiếng Anh: Scarborough Shoal hoặc Scarborough Reef; tiếng Filipino: Panatag Shoal, Bajo de Masinlóc, Karburo; tiếng Trung: 黄岩岛; bính âm: Huángyán dǎo; Hán-Việt: Hoàng Nham đảo) thực chất là một đảo san hô vòng gồm nhiều đá ngầm và đá nổi, nằm giữa bãi Macclesfield và đảo Luzon của Philippines ở Biển Đông. Bãi này cách vịnh Subic 123 hải lý (198 km) và đảo Luzon 137 hải lý (220 km) về phía tây.
Bãi Scarborough mang tên một thương thuyền buôn trà bị đắm ở bãi đá này vào ngày 12 tháng 9 năm 1784. Mọi người trên tàu đều thiệt mạng.
Hiện nay, Đài Loan, Philippines và Trung Quốc đều tuyên bố chủ quyền đối với bãi cạn Scarborough; Đài Loan và Trung Quốc xem bãi cạn này là một phần của quần đảo Trung Sa. Philippines thì cho rằng họ đã thực thi chủ quyền của mình với bãi cạn này từ năm 1965 bằng cách xây một ngọn hải đăng bằng sắt tại đây. Philippines cũng cho rằng bãi cạn này hoàn toàn nằm trong vùng đặc quyền kinh tế 200 hải lý được Công ước Liên Hợp Quốc về Luật biển công nhận. Kể từ năm 1997, Philippines đòi chủ quyền đối với bãi cạn. Tháng 6 năm 2012, Trung Quốc đã chiếm thành công bãi cạn Scarborough từ tay Philippines.

## Địa lý
Bãi cạn được tạo thành từ một chuỗi rạn san hô và đá có hình tam giác với chu vi 55 km và tổng diện tích (gồm cả vùng nước cạn) là 150 km². Phá nước nông có diện tích 130 km² và độ sâu 15 m. Bãi cạn nhô lên từ đồng bằng biển thẳm sâu 3.500 m. Một vài hòn đá, trong đó có hòn mà Trung Quốc gọi là Nam nham, cao từ 0,5 đến 3 m; nhiều rạn đá ngầm chìm dưới nước khi thủy triều lên. Gần cửa vào của phá nước có một phế tích của tháp sắt cao 8,3 m do Hải quân Philippines dựng lên vào năm 1965.